# Trận Dürenstein
Trận Dürenstein (còn được gọi là trận Dürrenstein,Trận Dürnstein,Trận Diernstein, và trong tiếng Đức,Gefecht bei Dürrenstein), diễn ra ngày 11 tháng 11, năm 1805, là một trận đánh của Chiến tranh Napoléon trong Chiến tranh với Liên minh thứ ba. Dürenstein (Dürnstein ngày nay) nằm trong Thung lũng Wachau, trên sông Danube, 73 km (45 dặm) về phía thượng lưu của Vienna, Áo. Con sông này tạo ra một đường cong hình lưỡi liềm giữa Dürnstein với Krems an der Donau gần đó và trận chiến đã được diễn ra trong vùng đồng bằng ngập lụt giữa dòng sông và các ngọn núi.
Tại Dürenstein, một lực lượng của quân đội Nga và Áo bị bắt giữ bởi một quân đoàn của chỉ huy người Pháp Théodore Maxime Gazan. Việc phân chia Pháp là một phần của quân đoàn VIII mới được tạo ra. Quân đoàn, được gọi là Quân đoàn Mortier, dưới sự chỉ huy của Édouard Mortier. Trong việc truy đuổi rút lui của Áo từ Bavaria, Mortier đã có hơn-ba sư đoàn mở rộng dọc theo bờ bắc của sông Danube. Mikhail Illarionovich Kutuzov, chỉ huy của lực lượng Liên minh, đã dụ Mortier để làm cho quân đoàn của Gazan vào bẫy và quân đội Pháp đã bị bắt trong một thung lũng. Họ đã được cứu sống bởi sự có mặt kịp thời của một quân đoàn thứ hai, dưới sự chỉ huy của Pierre Dupont de l'Etang. Trận chiến cũng mở rộng vào ban đêm. Cả hai bên đều tuyên bố chiến thắng. Người Pháp đã mất hơn một phần ba số người đã tham gia. Người Áo và Nga cũng đã thiệt hại gần 16 phần trăm, nhưng quan trọng nhất là cái chết của Johann Heinrich von Schmitt.
Trận chiến đã diễn ra ba tuần sau khi Áo đầu hàng tại Ulm và ba tuần trước khi Pháp đánh bại liên quân Nga-Áo tại Trận Austerlitz.Sau trận Austerlitz, Áo rút lui khỏi cuộc chiến. Người Pháp đã yêu cầu một khoản bồi thường cao và Franz II phải thoái vị Hoàng đế.